# Contre-la-montre masculin aux championnats du monde de cyclisme sur route 2010
Navigation
2009 2011
Le contre-la-montre masculin aux championnats du monde de cyclisme sur route 2010 a lieu le 30 septembre 2010 à Melbourne, en Australie.

## Classement
|                           | Coureur             | Pays                       |    | Temps          |
| ------------------------- | ------------------- | -------------------------- | -- | -------------- |
| Médaille d'or, monde      | Fabian Cancellara   | Suisse                     | en | 58 min 09 s 19 |
| Médaille d'argent, monde  | David Millar        | Royaume-Uni                | +  | 1 min 02 s 75  |
| Médaille de bronze, monde | Tony Martin         | Allemagne                  | +  | 1 min 12 s 49  |
| 4                         | Richie Porte        | Australie                  | +  | 1 min 19 s 00  |
| 5                         | Michael Rogers      | Australie                  | +  | 2 min 24 s 94  |
| 6                         | Koos Moerenhout     | Pays-Bas                   | +  | 2 min 40 s 69  |
| 7                         | Luis León Sánchez   | Espagne                    | +  | 2 min 44 s 23  |
| 8                         | David Zabriskie     | États-Unis                 | +  | 2 min 51 s 41  |
| 9                         | Maciej Bodnar       | Pologne                    | +  | 3 min 00 s 70  |
| 10                        | Gustav Larsson      | Suède                      | +  | 3 min 01 s 02  |
| 11                        | Bert Grabsch        | Allemagne                  | +  | 3 min 06 s 14  |
| 12                        | Ignatas Konovalovas | Lituanie                   | +  | 3 min 07 s 46  |
| 13                        | Vladimir Gusev      | Russie                     | +  | 3 min 27 s 28  |
| 14                        | Carlos Oyarzún      | Chili                      | +  | 3 min 30 s 54  |
| 15                        | Nicolas Vogondy     | France                     | +  | 3 min 38 s 85  |
| 16                        | Andriy Grivko       | Ukraine                    | +  | 3 min 40 s 70  |
| 17                        | José Iván Gutiérrez | Espagne                    | +  | 3 min 42 s 56  |
| 18                        | Alex Rasmussen      | Danemark                   | +  | 3 min 45 s 07  |
| 19                        | Sylvain Chavanel    | France                     | +  | 3 min 59 s 84  |
| 20                        | Janez Brajkovič     | Slovénie                   | +  | 4 min 03 s 97  |
| 21                        | Artem Ovechkin      | Russie                     | +  | 4 min 06 s 89  |
| 22                        | Dmitriy Fofonov     | Kazakhstan                 | +  | 4 min 11 s 23  |
| 23                        | Jack Bauer          | Nouvelle-Zélande           | +  | 4 min 17 s 78  |
| 24                        | Tejay van Garderen  | États-Unis                 | +  | 4 min 40 s 89  |
| 25                        | David McCann        | Irlande                    | +  | 4 min 52 s 60  |
| 26                        | Svein Tuft          | Canada                     | +  | 4 min 55 s 15  |
| 27                        | Martin Velits       | Slovaquie                  | +  | 5 min 00 s 00  |
| 28                        | Raivis Belohvoščiks | Lettonie                   | +  | 5 min 15 s 15  |
| 29                        | Matías Médici       | Argentine                  | +  | 5 min 17 s 55  |
| 30                        | Kanstantsin Siutsou | Biélorussie                | +  | 5 min 23 s 48  |
| 31                        | Michael Mørkøv      | Danemark                   | +  | 5 min 24 s 76  |
| 32                        | Peter Velits        | Slovaquie                  | +  | 5 min 26 s 34  |
| 33                        | Tanel Kangert       | Estonie                    | +  | 5 min 30 s 12  |
| 34                        | Andrey Zeits        | Kazakhstan                 | +  | 5 min 33 s 64  |
| 35                        | Dominique Cornu     | Belgique                   | +  | 5 min 35 s 83  |
| 36                        | Jos van Emden       | Pays-Bas                   | +  | 5 min 47 s 55  |
| 37                        | Gordon McCauley     | Nouvelle-Zélande           | +  | 6 min 55 s 96  |
| 38                        | Jay Robert Thomson  | Afrique du Sud             | +  | 6 min 59 s 38  |
| 39                        | Jarosław Marycz     | Pologne                    | +  | 7 min 24 s 34  |
| 40                        | Esad Hasanović      | Serbie                     | +  | 9 min 02 s 58  |
| 41                        | Reginald Douglas    | Saint-Christophe-et-Niévès | +  | 23 min 08 s 48 |
| 42                        | James Weekes        | Saint-Christophe-et-Niévès | +  | 23 min 49 s 61 |
|                           | José Serpa          | Colombie                   | +  | abandon        |